# 六角定頼
六角 定頼（ろっかく さだより）は、戦国時代の武将・守護大名。室町幕府管領代、近江国守護。南近江の戦国大名。六角氏14代当主。官位は従四位下・弾正少弼。

## 生涯
明応4年（1495年）、六角高頼の次男として誕生。
明応8年（1499年）、京都にある相国寺鹿苑院において景徐周鱗の門人として剃髪、一旦近江に帰国するものの、文亀3年（1503年）までには再び周鱗の下に戻り、文亀4年（1504年）4月に同寺慈照院にて正式に得度、名を光室承亀、号を江月斎と称した。
永正13年（1516年）、兄・氏綱が細川氏との戦いで受けた戦傷が原因で病床に伏し、永正15年（1518年）に早世したため、定頼が還俗して家督を相続することとなった。
永正17年（1520年）、細川高国に合力し細川澄元配下の武将である三好之長を破り（等持院の戦い）、両細川の乱を終結に導いた。後に義稙が高国と対立して出奔すると、12代将軍・足利義晴の擁立に高国と共に貢献し、天文15年（1546年）に義晴からその功績により管領代に任命され、さらに従四位下に叙されることとなった。
また、一方で足利将軍家の後ろ盾として中央政治にも介入し、三好長慶とも戦っている（江口の戦い）。さらに北近江の領主・浅井久政が暗愚で家臣団の統率に齟齬をきたしているのを見て、浅井家に侵攻して事実上従属下に置くなど、六角家の全盛期を築き上げた。
天文21年（1552年）1月2日に死去。享年58。後を嫡男・義賢が継いだ。

## 人物像
- 先進的な手法で、内政にも手腕を発揮した。大永3年（1523年）には日本の文献上では初めてという家臣団を本拠である観音寺城に集めるための城割を命じた。これは後世の一国一城令の基になったと言われている。
- 織田信長が行ったことで有名な楽市楽座を創始したのも定頼である。定頼は、経済発展のために楽市令を出して商人を城下に集め、観音寺を一大商業都市にまで成長させた。信長は後にこれを踏襲して、楽市を拡大したのである。
- 子女の多くを大名家に嫁がせるなど外交戦略も巧みで、さらに足利将軍家の後ろ盾になることで、当時では中央政治をも左右するほどの勢力を持っていた。
- 六角家の全盛期を築き上げ、楽市令や城割、自身の裁許を重んじるやり方などは、皮肉にも後継者である息子の義賢、孫の義治ではなく、彼らを滅ぼして六角領を支配下に置いた敵の織田信長によって受け継がれた。信長は後に安土城を築き上げた際、城内に「江雲寺御殿」を築き上げたという。「江雲寺殿」とは定頼の法名であり、信長が定頼の近江支配に敬意を払っていたと見られている[2]。

## 系譜
- 父：六角高頼（?-1520）
- 母：不詳
- 室：呉服前
  - 長男：六角義賢（1521-1598）
- 生母不明の子女
  - 女子：細川晴元継室
  - 男子：六角義頼
  - 女子：土岐頼芸正室
  - 女子：北の方 - 北畠具教正室
  - 女子：武田信豊室
- 養子
  - 女子：教光院如春尼（1544-1598） - 三条公頼三女、顕如室